# Змајеви зуби
Змајеви зуби су пирамидалне противтенковске препреке од армираног бетона које су први пут коришћене током Другог светског рата да ометају кретање тенкова и механизоване пешадије . Идеја је била да се успоре и усмере тенкови у зоне убијања где би се лако могли уклонити противтенковским оружјем.
Били су употребљавани у великој мери, посебно на Зигфридовој линији .

## Други светски рат
Змајеве зубе је користило неколико војски у европском театру . Немци су их увелико користили на Зигфридовој линији и Атлантском зиду . Обично је сваки зуб био од 90 до 120 цм висок.
Нагазне мине су често биле постављене између зуба, а даље препреке су конструисане дуж линија зуба, као што су бодљикава жица да би се спречила пешадија или дијагонално постављене челичне греде да би додатно ометале тенкове. Многи су положени у Уједињеном Краљевству 1940–1941, као део напора да се ојача одбрана земље од могуће немачке инвазије.
Због огромног броја постављених и њихове издржљиве конструкције, много хиљада змајевих зуба се и данас може видети, посебно у остацима Зигфрида.

## После Другог светског рата
Термин је опстао до данашњих дана и може се користити за описивање низа стубова или стубова постављених у земљу како би се спречио приступ возилима, на пример на сеоским паркиралиштима или поред путева.

### Швајцарска
Швајцарска наставља да одржава линије змајевих зуба у одређеним стратешким областима. У војном жаргону, ове конструкције се могу назвати " Тоблероне линије ", по чоколадици .

### Кореје
Кореја – Змајеви зуби су присутни у неким областима дуж границе корејске демилитаризоване зоне .

### Немачка
Немачка – Коришћени су на источнонемачкој страни Берлинског зида .

### Југославија
Југославија – Неке земље након распада Југославије имају покретне зубе, позициониранр поред путева на стратешким локацијама, који се могу подићи и поставити на путеве.

### Русија
У Белгородској области, одбрамбене линије змајевих зуба постављене су у октобру 2022. под надзором Вагнер групе дуж границе између Русије и Украјине, замишљене као друга линија одбране уз ровове у случају пробоја украјинских оружаних снага. руска граница у руско-украјинском рату .
Низ утврђења од змајевих зуба названих Вагнерова линија такође је изградила група Вагнер у Хирскеу под руском окупацијом у Луганској области . Група Вагнер има за циљ да заврши Вагнерову линију на украјинским територијама под руском контролом све на истоку до Кремине и на југу до Свитлодарска .
У новембру 2022. украјински новинари су видели Русе како су змајевим зубима утврдили регион око Мелитопоља . Најмање један новинар, цитирајући некога из Института за проучавање рата, назвао их је Суровикин линија . Змајеви зуби били су само компонента ешалониране руске одбране у јужном Херсону : минска поља, противтенковски ровови, земунице и ровови додани комплексу. Један број белоруских фирми снабдевао је руске трупе змајевим зубима. Змајеви зуби су такође постављени у области Мариупоља, Николске и Старог Крима отприлике у исто време.

### Пољска
У фебруару 2023. Пољска је почела да учвршћује своју границу са Калињинградом змајевим зубима, због несигурности коју је земља осећала због коментатора попут Дмитрија Медведева, који је изнео идеју о „померању“ пољских граница током годишњице руске инвазије на Украјину . Неколико недеља касније пољске власти су одлучиле да утврде и своју границу са Белорусијом . Ово је додатак граничној огради коју су Пољаци завршили у октобру 2022.

### Балтичке земље
Део граница између Естоније, Летоније и Литваније дужине 1600 м биће утврђен змајевим зубима, према лондонском Тајмсу од 14. фебруара 2024.